# بانو آئویی (نمایش بیضایی)
بانو آئویی نمایشی است که بهرام بیضایی در سالِ ۱۳۷۶ و ۱۳۷۷ از روی نمایشنامه‌ای به همین نام کارِ میشیما یوکیو در تهران نمایش داد. علی‌رغمِ میلِ بیضایی به نمایش دادنِ آثاری از جمله از سه‌آمی و شکسپیر و اکبر رادی، این یگانه کارگردانیش با متنی از نویسنده‌ای غیر از خودش است که بختِ نمایشِ همگانی یافته است.

## نمایشنامه
یوکیو میشیما بانو آئویی را بر اساسِ نوی کهنِ بانو آئویی به سالِ ۱۹۵۴ میلادی نوشت. نمایشنامه سرگذشتِ آئویی نو اوئه از داستانِ گنجی را روزآمد کرده و در بیمارستانی به تصویر می‌کشد. این نمایشنامه دستِ کم سه بارِ دیگر هم به فارسی ترجمه شده، ولی نمایشِ بیضایی بر اساسِ این ترجمه‌ها نبوده است. (بیضایی پیش‌تر بانو آئوییِ کهن را نیز به فارسی درآورده و منتشر کرده بود.)

### داستان
هیکارو شامگاهان به بیمارستانی می‌رسد که آئویی در آن بستری شده. پرستار از آشفتگیِ روانیِ آئویی می‌گوید و این که اینک تحتِ تأثیرِ دارو به خواب رفته‌است. پس از گفتگویی که در آن معلوم می‌شود که در شب‌های پیشین که هنوز هیکارو به بالینِ آئویی نرسیده بود زنی آراسته به عیادتش می‌آمده، پرستار می‌رود و آن زن مانندِ هر شب پیدا می‌شود. زنِ میانسال همانا یاسوکو روکوجو است که سالیانی پیش‌تر با هیکارو سر و سرّی داشته. در گفت و شنود میانِ هیکارو و خانمِ روکوجو معلوم می‌شود که روکوجو هنوز دل در گروی هیکارو دارد و عیادتش از آئویی برای شکنجهٔ وی بوده، و این امید هنوز در دلِ روکوجو زنده است که وصالِ هیکارو را بازیابد. ولی هیکارو به آئویی وفادار است و از عشقِ جوانی پشیمان. از روکوجو اصرار و از هیکارو انکار، و در این اثنی آئویی در خواب پریشان‌تر و پریشان‌تر می‌شود. سرانجام پس از بگومگویی روکوجو می‌رود، و چون هیکارو در پی روان می‌شود، او را نمی‌یابد. تلفن را برمی‌دارد و با خانهٔ روکوجو تماس می‌گیرد. می‌گویند که روکوجو در خانه بوده و جایی نرفته. با خودِ روکوجو هم تلفنی حرف می‌زند، که از ماجرا بی‌خبر است. در همین حال صدای روکوجو از پشتِ در می‌آید که برگشته تا دستکش‌هایش را که فراموش کرده بردارد. هیکارو مات و مبهوت گوشیِ تلفن را می‌اندازد، دستکش‌ها را برمی‌گیرد و به سوی در می‌رود. صدای روکوجو از گوشی می‌رسد که از خاموشیِ هیکارو گله می‌کند. در همین حال آئویی با رنج و به حالِ نیمه‌هشیار برمی‌خیزد، و می‌افتد، و می‌میرد.

## آماده ساختنِ نمایش
| "                     | اجرای ما به متن میشیما دست نمی‌زند و در قالب معاصرشدهٔ او کار می‌کند، با آنچه البتّه من بهتر و صحنه‌ای‌تر می‌دیدم. نمونه‌اش این که در متن میشیما، خانم روکوجو که معادل «شیته» [بازیگرِ اصلی] در متن سه‌آمی و تئاتر «نو» است، فقط یک بار ظاهر می‌شود، و در صحنهٔ پایانی فقط صدایش را می‌شنویم. برعکس، من مثل ظهور دوبارهٔ شیته در تئاتر «نو» - که شیته دو بار و با دو چهرک بر صحنه ظاهر می‌شود - او را دوباره برای پس خواستنِ دستکش‌هایش بر صحنه آوردم، و چهرک تازهٔ او این بار چهراندازی سیاه است بر سرش؛ امّا مهم‌تر دستکش‌هایی است به رنگ خون در دستش. . . . در اجرای ما، من در دوسوّمِ آغاز به احترام متن کهن، که در واقع در آن بانو آئویی را − بدون حضور جسمانیش − فقط با پهن کردن کیمونویی بر کف صحنه نشان می‌دادند، بر تخت بیمارستان فقط کیمونو و چهرک آئویی را قرار دادم. از طرف دیگر، پرستار را با همهٔ پیچیدگی‌های روانیش، از آنچه در آغاز بود یعنی یک «واکی‌تسوره» [همراهِ بازیگرِ دوّم] به یک «آی-کیوگن» [تنوّع دهنده] که شخصیتی است سرزنده و شوخ و عامه‌پسند نزدیک‌تر کردم . . . . | " |
| —بیضایی، فروردینِ ۱۳۷۷ | |   |

بیضایی، پس از هجده سال دوری از صحنهٔ نمایش، سالِ ۱۳۷۶ از اقامتی کوتاه در استراسبورگ به تهران بازگشت تا کارنامه‌ی بُندارِ بیدَخش را به نمایش درآورد. همین زمان همسرش، مژده شمسایی، می‌بایست در نمایشی بازی می‌کرد تا از دانشگاه فارغ‌التّحصیلِ بازیگری می‌شد. شمسایی دربارهٔ کیوگن پژوهش کرده بود و نمایشنامه‌ای هم که برای بازی برگزیده بود نوی نوینِ بانو آئویی از میشیما بود. بیضایی، که سالیانی پیش‌تر بانو آئوییِ کهن را به فارسی درآورده بود، استادیِ همسرش را بر عهده گرفت و ترجمهٔ فارسیِ نمایشنامه‌ای را که میشیما بر اساس آن نوی کهن نوشته بود تدارک و کارگردانی کرد و به نمایش درآورد. سرانجام اقبالِ تماشاکنان سبب شد تا نمایش از اجرای دانشگاهی (دی و بهمنِ ۱۳۷۶ در خانهٔ کوچک نمایش) تبدیل به نمایشِ همگانی شد و از اسفندِ ۱۳۷۶ تا اردیبهشتِ ۱۳۷۷، هم‌زمان با کارنامه‌ی بُندارِ بیدَخش، در تالارِ قشقاییِ تئاترِ شهر به نمایش درآمد. بازیگرانِ نمایش عبارت بودند از:
| نقش        | بازیگر        |
| ---------- | ------------- |
| روکوجو     | مژده شمسایی   |
| هیکارو     | پارسا پیروزفر |
| پرستار     | مهشاد مخبری   |
| بانو آئویی | مهشاد مخبری   |

نقشِ آئویی نیز در بیشترِ زمانِ نمایش با یک کیمونو بود که بر بستری گسترده شده بود.
متنِ فارسی در جریانِ تمرین زیرِ نظرِ بیضایی شکلِ نهایی گرفت.

### تصویر
نمایش فیلم‌برداری شده، فیلمش تدوین شده، و نسخهٔ نهایی در ۱۲ دیِ ۱۳۹۷ در خانهٔ هنرمندانِ ایران در تهران به نمایش درآمده است.

## نقد و نظر
. . . نمایشنامهٔ یوکیو میشیما و پرداخت او از این طرح به گونه‌ای است که حتّی اگر همان طور که نوشته شده اجرا بشود تماشاچی را به حیرت واخواهد داشت، چه رسد به اجرای هوشمندانه‌ای چون اجرای بهرام بیضایی.

حسین کیانی
حمید امجد همانندیِ میشیما و بیضایی را یادآوری کرده و چنین گفته: «دو استاد که خود کوشیده‌اند با لحظه‌های گمشدهٔ تاریخشان همزمان شوند، جایی از این جستجو، در لحظهٔ گمشدهٔ همسانی دو فرهنگ شرقی، در لحظهٔ از میان برخاستن مرزهای جغرافیا و گشوده شدن درهای گفتگو با تاریخ، با هم همزمان می‌شوند؛ با هم و با ما که حاضران این ضیافتیم.»

بازیِ بازیگران را نیز ستوده‌اند، از جمله شهرام جعفری‌نژاد که بازیِ شمسایی و مخبری را بهتر از بازیِ پیروزفر دیده و چنین نوشته:
مژده شمسایی به خوبی از شبحی حسود با رفتار مسلّط و کنش‌های وزین به عاشقی جویای محبّت با سیمایی انسانی . . . و برعکس تبدیل می‌شود و به ویژه از تغییرات لحن و صدای خود بهترین استفاده را می‌برد؛ مهشاد مخبری در نقطه مقابل و به درستی، شخصیتی صرفاً مادی و پرستاری بی‌احساس را به نمایش می‌گذارد که روی دیگر کالبد بی‌جان آئویی است و پارسا پیروزفر نیز کم و بیش موفّق می‌شود هیکارویی مستأصل و بر مرز خرد و جنون بیافریند.

### توضیحات
1. ↑  محمّدعلی صفریان («خانم آئوی»، ۱۳۵۱)، آشور بانیپال بابلا (بانویی می‌میرد، ۱۳۵۲)، هوشنگ حسامی (بانو آئویی، ۱۳۷۶). در سال‌های ۱۳۵۲ و ۱۳۵۳ گروهِ اهرمن ترجمهٔ آشور بانیپال بابلا از این نمایشنامه را با نام بانویی می‌میرد در کارگاهِ نمایش به کارگردانیِ مترجم نمایش داده بود.

### ارجاعات
1. ↑  بیضایی، «پنج «نو»ی باستان؛ از نمایش ژاپن»، ۱۱۸−۱۲۷.
2. ↑  بیضایی و  امجد، «بازاندیشیِ جهانِ کهن»، ۴۵.
3. ↑  بیضایی و  امجد، «بازاندیشیِ جهانِ کهن».
4. ↑  بیضایی، «پنج «نو»ی باستان؛ از نمایش ژاپن»، ۱۱۸−۱۲۷.
5. ↑  بیضایی و  امجد، «بازاندیشیِ جهانِ کهن».
6. ↑  کیانی، «شبح زنده»، ۱۰۱.
7. ↑  امجد، «درنگی بر دو تئاتر از بهرام بیضایی؛ «کارنامه‌ی بندار بیدخش» و «بانو آئویی»: گفت‌وگو با تاریخ»، ۱۰۸.
8. ↑  جعفری‌نژاد، «بانو آئویی: چالشِ بنیادینِ هستی»، ۳۹.